# Leandro Bacuna
Leandro Jones Johan Bacuna, född 21 augusti 1991 i Groningen, Nederländerna, är en nederländsk-curaçaoisk fotbollsspelare som spelar för Groningen och Curaçaos landslag.

## Karriär
Den 13 augusti 2017 värvades Bacuna av Reading, där han skrev på ett fyraårskontrakt. Den 31 januari 2019 värvades Bacuna av Cardiff City, där han skrev på ett 4,5-årskontrakt. Den 10 juni 2022 meddelade Cardiff att Bacuna skulle lämna klubben i samband med att hans kontrakt gick ut i slutet av månaden. Den 14 december 2022 blev Bacuna klar för Watford, där han skrev på ett halvårskontrakt.
Den 2 augusti 2023 blev Bacuna klar för en återkomst i Groningen, där han skrev på ett tvåårskontrakt med option på ytterligare ett år.